# Igor Sláma
Igor Sláma (* 8. Mai 1959 in Brünn) ist ein ehemaliger tschechoslowakischer Radrennfahrer.
1979 wurde Igor Sláma Weltmeister der Amateure im Punktefahren. Bei den Olympischen Sommerspielen 1980 in Moskau errang er eine Bronzemedaille in der Mannschaftsverfolgung, gemeinsam mit Teodor Černý, Martin Penc und Jiří Pokorný.
Sláma fuhr auch Straßenrennen. So bestritt er 1982 die DDR-Rundfahrt (24. Platz der Gesamtwertung) und belegte auf der zweiten Etappe Platz fünf und 1983 wurde er Dritter der sechsten Etappe der niederländischen Olympia’s Tour.